# Cratere Nishina
Nishina è un cratere lunare di 62,13 km situato nella parte sud-orientale della faccia nascosta della Luna.